# 頼聖蓉
頼 聖蓉（らい・せいよう、Lai Sheng Jung、1978年12月28日 ‐ ）は、台湾・苗栗県通霄鎮出身の女子ソフトボール選手（投手）。ソフトボールチャイニーズタイペイ代表。
2004年アテネオリンピックと2008年北京オリンピックに出場。北京オリンピックではチャイニーズタイペイ選手団の旗手も務めた。予選でも日本との試合に先発し、好投したものの、チャイニーズタイペイ打線が日本の坂井寛子に抑えられ援護を得られず敗戦投手となった。